# Notoxus paradoxus
Notoxus paradoxus is een keversoort uit de familie snoerhalskevers (Anthicidae). De wetenschappelijke naam van de soort is voor het eerst geldig gepubliceerd in 1982 door Chandler.